# Angelika von Woringen
Angelika von Woringen, auch Angelica von Woringen, geb. Schleiden (* 7. Dezember 1813 auf dem Gut Ascheberg am Plöner See; † 2. März 1895 in Freiburg im Breisgau), war eine deutsche Blumen- und Arabeskenmalerin.

## Leben

### Familie
Angelika von Woringen war die Tochter des Kaufmanns und Gutsbesitzers Christian Schleiden († 1833 während einer Dienstreise in Mexiko) und dessen Ehefrau Elise; sie hatte noch vier Geschwister, zu denen auch der spätere Politiker Rudolf Schleiden gehörte.
Ihr Vater verkaufte 1825 das Gut und die Familie zog nach Bremen um.
1839 heiratete sie den Hochschullehrer und Dichter Franz von Woringen, mit dem sie 1843 von Berlin nach Freiburg im Breisgau übersiedelte.

### Werdegang
Gemeinsam mit ihren Geschwistern erhielt Angelika von Woringen Privatunterricht.
Sie gehörte um 1835 dem Kreis der Dresdner Künstler an und war auf einer Ausstellung in Dresden mit einer Kopie der Sixtinischen Madonna vertreten.
Während ihres Aufenthaltes in Berlin stand sie in Kontakt mit dem Bildhauer Christian Daniel Rauch, an dessen Büste der Gräfin Dönhoff sie mit modellieren durfte. Später zeichnete sie unter Leitung des Düsseldorfer Zeichners und Malers Adolf Schrödter Arabesken und Ornamentik.
Sie war mit Emma Freiin von und zu Bodman (1836–1901), der Ehefrau des Politikers Heinrich von Treitschke, gut bekannt und pflegte mit ihrem Ehemann unter anderem einen Kontakt zum Mediziner und Hochschullehrer Louis Stromeyer.
In einem Brief des Historienmalers Eduard Steinbrück fügte dieser eine Zeichnung von ihr seinem Schreiben bei, das sich heute im Museum Düsseldorf befindet.

## Ausstellungen (Auswahl)
- 1871: Ausstellung der Künstlerinnen und Kunstfreundinnen in Berlin[6].
- 1876: Kunst- und Kunstindustrieausstellung alter und neuer deutscher Meister sowie der deutschen Kunstschulen im Glaspalast in München[7].

## Mitgliedschaften
Angelika von Woringen gehörte von 1871 bis 1884 dem Verein der Berliner Künstlerinnen an.

## Schriften (Auswahl)
- Deutsches Leben in Liedern. Bremen, 1865[9].
- Deutsches Leben im Glauben. Bremen: Müller, 1870.
- Adolph Schroedter; Alwine Schroedter; Angelica von Woringen: Schule der Aquarell-Malerei: mit besonderer Beziehung auf Blumen, Ornamentik und Initialen, vorzüglich dem Selbstunterrichte der Damen gewidmet. Bremen: Hunckel Universitäts- und Landesbibliothek, 1872.
- Unser täglich Brot: einige gute Worte alter und neuer Zeit für meine lieben jungen Freundinnen. Bremen: Müller, 1876.